# Ann Macbeth
Ann Macbeth (25 septembre 1875 - 23 mars 1948) est une brodeuse, designer, enseignante et auteure britannique, membre du Mouvement de Glasgow et associée de Charles Rennie Mackintosh. Elle est aussi une suffragette active.

## Jeunesse
Ann Macbeth est née dans la banlieue de Bolton à Halliwell et étudie à la Glasgow School of Art. Elle est l'aînée de neuf enfants. Elle est la fille de Norman Macbeth, un ingénieur en mécanique, et d'Annie MacNicol.
Elle est issue d'un milieu artistique: elle est la nièce des artistes Robert Walker Macbeth et Henry Macbeth-Raeburn et son grand-père paternel est le portraitiste Norman Macbeth. En 1902, elle participe à la « section écossaise » de la première exposition internationale d'art décoratif moderne de Turin où elle remporte une médaille d'argent pour le dessin des armoiries de Glasgow sur un côté de la bannière présentée au professeur Rucker de l'Association britannique pour l'avancement des sciences.

## Enseignement

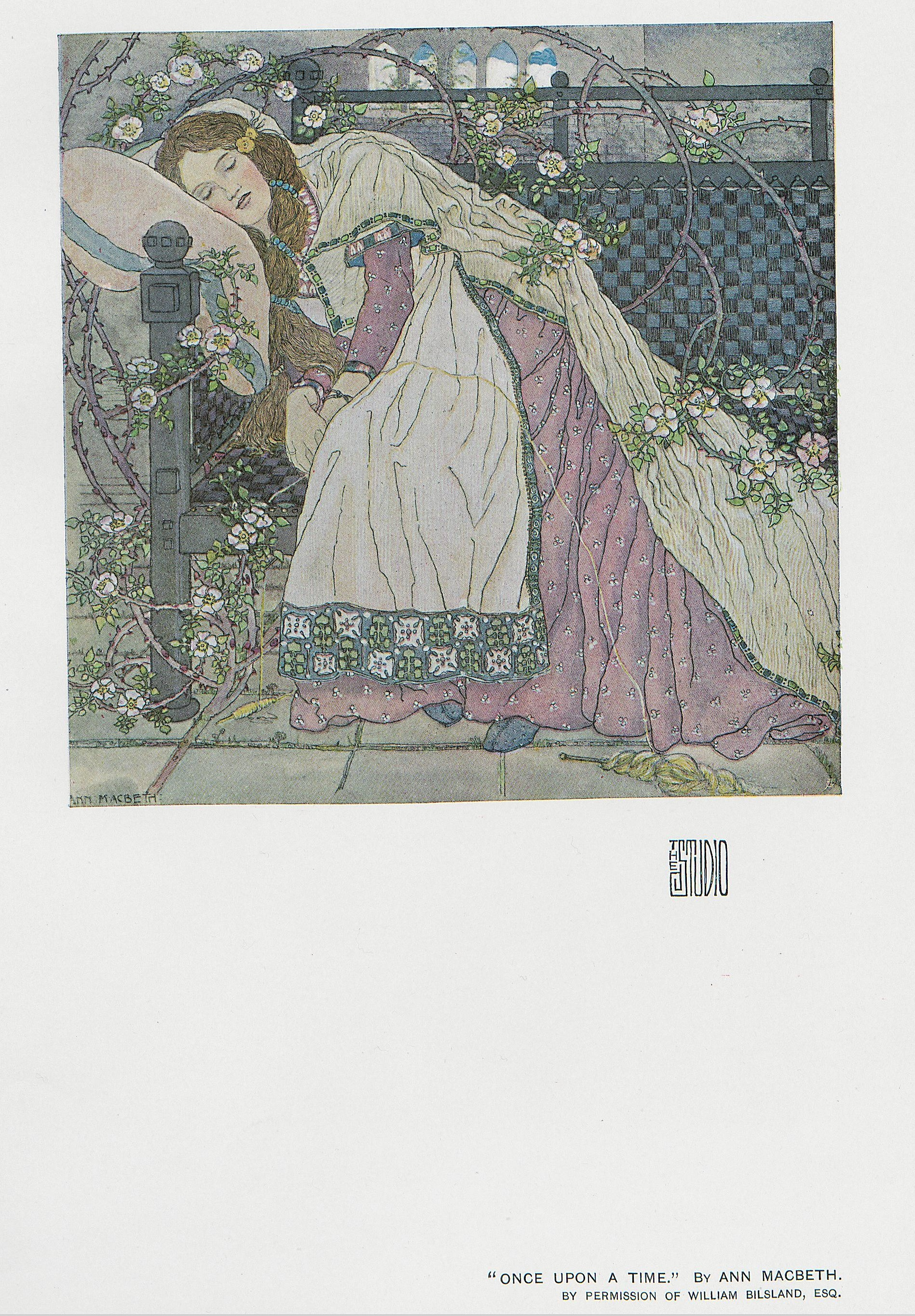
Il était une fois par Ann Macbeth. Magazine studio vol 24 (1902)

Après avoir terminé ses études à la Glasgow School of Art en 1901, Macbeth devient l'assistante de Jessie Newbery et son travail de broderie fait l'objet d'une couverture régulière dans The Studio. En 1906, elle commence à enseigner la ferronnerie à la Glasgow School of Art. Elle y enseigne également la reliure de 1907 à 1911 et la décoration céramique à partir de 1912.
De 1902 à 1911 environ, le département de couture est la plus grande des sections d'artisanat de la Glasgow School of Art. Les travaux menés par Newberry, Macbeth et leurs étudiants sont de deux types principaux : le style audacieux, appliqué, à motifs inspiré par la nature et trouvé sur des objets pratiques, ou l'esthétique plus conventionnelle consistant en des panneaux d'images, qui sont trouvés sur des pare-feu ou des tentures ecclésiastiques. Ces panneaux brodés représentent des jeunes filles avec des guirlandes ou des filles dans un paysage, semblables aux vitraux de l'époque.
En 1908, elle succède à Jessie Newbery à la tête de la section Couture et broderie de la Glasgow School of Art et, en 1912, elle devient directrice des études de l'atelier des arts décoratifs de la couture,. En 1911, elle participe à la planification de l'exposition écossaise d'histoire nationale, d'art et d'industrie, siégeant au comité de la section des arts décoratifs et des beaux-arts.
En collaboration avec la psychologue scolaire Margaret Swanson, Macbeth publie le manuel Educational Needlecraft en 1911. Le manuel gagne une renommée internationale et influence l'enseignement de la couture. Il reste au programme scolaire écossais jusque dans les années 1950. Les cours de broderie de la Glasgow School of Art sont ouverts à l'ensemble de la communauté. Les cours du samedi pour les enseignants conduisent à un certificat du Département écossais de l'éducation. Dans son enseignement et ses publications, Macbeth diffuse l'approche radicale du design du mouvement de Glasgow et met en pratique les idées du mouvement Arts and Crafts. Dans ses publications, Macbeth a encouragé une nouvelle génération de créatrices-artisanes, décourageant la copie de motifs.
L'utilisation de ces humbles matériaux la sépare des artisans du cercle Morris, qui utilisent de riches soieries. Macbeth considère que les soies et les satins les plus populaires auprès de la génération précédente de brodeurs d'art sont non seulement plus coûteux, mais «vraiment moins artistiques».

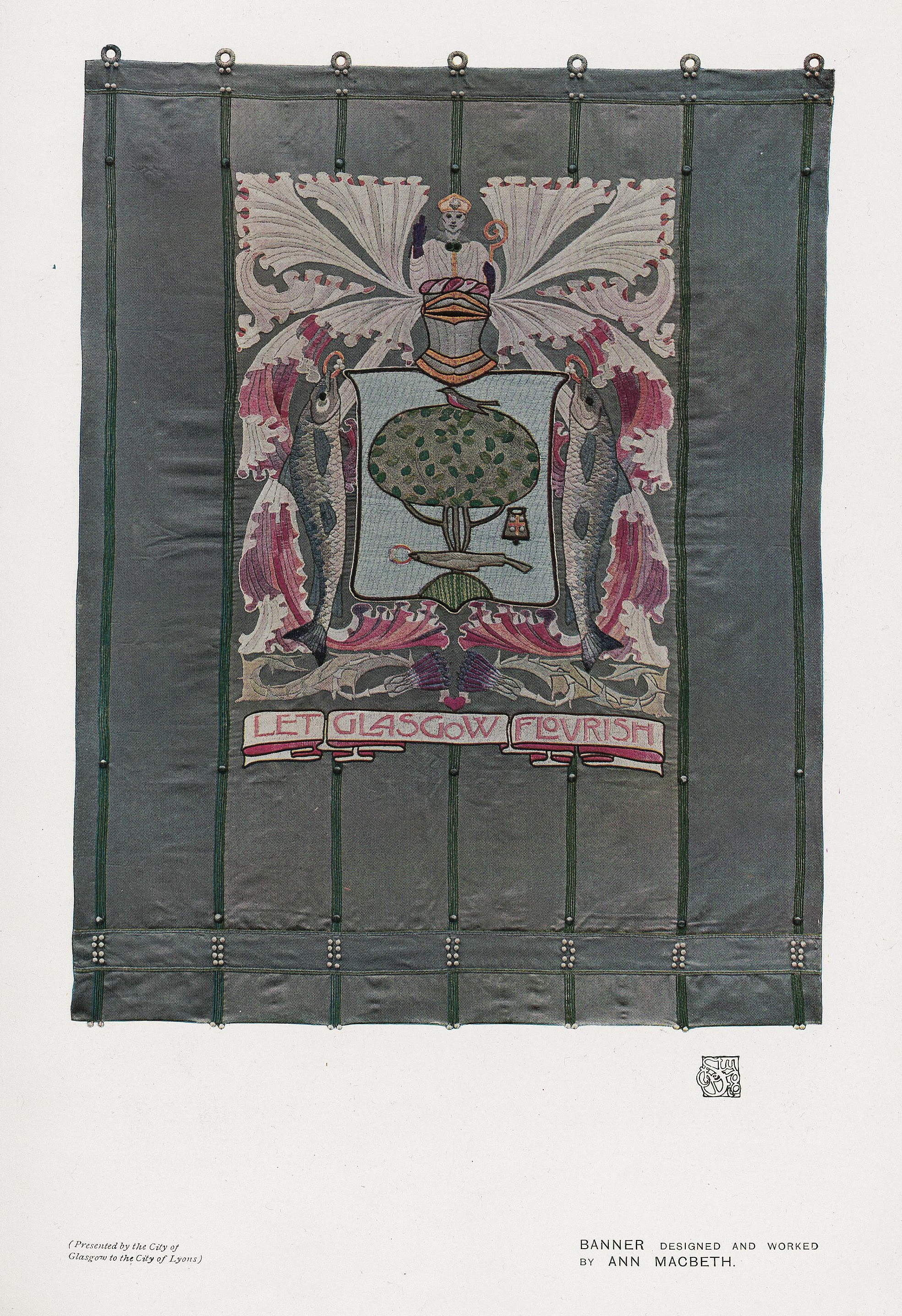
Bannière conçue et travaillée par Ann Macbeth. Le Studio Magazine vol 50 (1910)

À partir de 1920, Macbeth enseigne aussi au Women's Institute et participe à des programmes visant à atténuer les difficultés économiques locales. Dans son livre Embroidered and Laced Leatherwork, Macbeth déplore que les femmes produisent de l'artisanat pendant leur temps libre et dévaluent leur travail en le sous-facturant, de sorte qu'à peine le coût des matériaux est couvert. Grâce à son travail d'enseignante au Women's Institute, Macbeth vise à générer un moyen de subsistance pour les artisans en créant des styles de travail régionaux.

## Activisme pour le droit de vote des femmes
Macbeth crée la bannière de la marche d'Édimbourg de 1908 de la National Union of Women's Suffrage Societies. En octobre 1909, la branche de Glasgow de la Women's Social and Political Union, l'aile militante de la campagne pour le suffrage des femmes au Royaume-Uni, reçoit une bannière brodée conçue par Macbeth. Pour une exposition de 1910, Macbeth crée la bannière des prisonniers de Holloway de la WSPU, une courtepointe en lin avec les signatures brodées des 80 suffragettes grévistes de la faim. En plus de travailler comme fabricante de bannières, elle est également membre de l'Union sociale et politique des femmes et elle s'engage dans une action militante. En conséquence, elle est emprisonnée bien que, comme elle n'apparaît pas dans les rapports des tribunaux ou des journaux, elle semble l'avoir fait sous un faux nom, la nature de son action est inconnue. Dans une lettre au secrétaire de la Glasgow School of Arts de mai 1912, Macbeth le remercie pour ses "gentilles lettres" et écrit "Je suis encore beaucoup moins vigoureux que je ne l'avais prévu ... après quinze jours d'emprisonnement solitaire avec gavage forcé". Après le séjour en prison de 1912, elle a besoin de plusieurs mois de soins en tant que "semi-invalide".
Les gouverneurs de l'école soutiennent Macbeth pendant sa convalescence. Elle reçoit «toute considération jusqu'à ce qu'il soit assez bien pour retourner au travail», bénéficiant d'une approbation tacite des artistes, plaidant pour la cause du suffrage auprès des gouverneurs de l'École.

## Production artistique

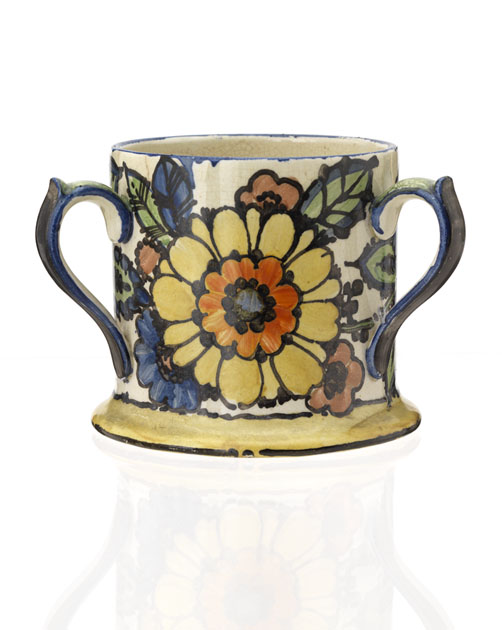
Céramique décorée par Ann Macbeth conservée au Glasgow Museum.

Macbeth devient brodeuse et designer renommée. Sa production prolifique comprend des reliures, de la ferronnerie et des dessins pour les fabricants de tapis Alexander Morton and Co., Donald Bros. of Dundee et Liberty's & Knox's Linen Thread Company. Pour Liberty, Macbeth fournit également des motifs de broderie de style Art nouveau qui figurent dans les catalogues de vente par correspondance de l'entreprise jusqu'au déclenchement de la Première Guerre mondiale. Ses créations sont vendues par Liberty sous forme de transferts thermocollants pour la broderie de robes et de meubles.
En 1920, Macbeth part à Patterdale, Cumbria. Elle reste conférencière invitée à la Glasgow School of Arts jusqu'à sa retraite en 1928. À Patterdale, elle continue à produire des travaux d'aiguille, souvent de grands motifs décoratifs, et produit des tentures et des vêtements d'église. Elle décore de la porcelaine et cuit sa propre porcelaine dans un four qu'elle a elle-même construit. Elle conçoit une méthode simple de tissage de tapis qui est publiée dans son livre Country Woman's Rug en 1929. Elle fait valoir que les machines démocratiseraient le design et que les artisans qui comprennent le fonctionnement des machines pourraient atteindre une haute qualité artistique. Pendant les étés, Macbeth vit sur un rocher à Helvelly dans une maison qu'elle a conçue et dessine les collines locales en broderie. À l'extérieur de la maison, elle teint son propre fil dans des fosses.

## Œuvres accessibles au public

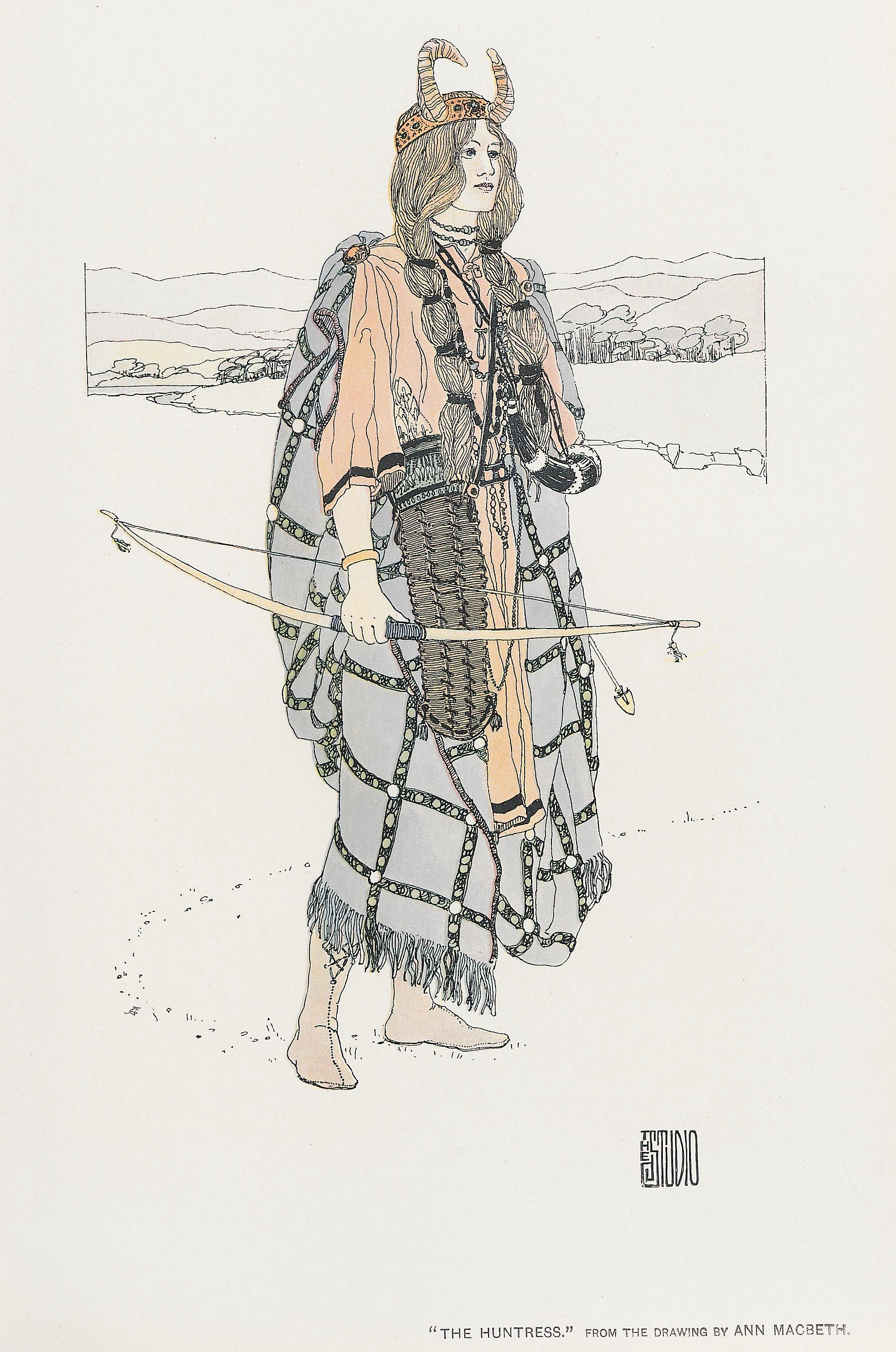
La chasseresse d'Ann Macbeth. Studio Magazine vol 27 (1903)

L'église Saint-Patrick à Patterdale, Cumbria abrite certaines de ses broderies. Des exemples de son travail sont exposés dans les salons de thé de Miss Cranston à Glasgow pendant une longue période. Elle conçoit et brode un frontal pour la table de communion de la cathédrale de Glasgow.
Un échantillon de son travail, à la fois en broderie et en céramique, est exposée au Kelvingrove Museum dans son exposition Making the Glasgow Style du 30 mars au 14 août 2018.
Le Studio contient de nombreuses images de son travail.

## Ouvrages
Macbeth publie six livres sur la broderie : Educational Needlecraft (publié pour la première fois en 1911, avec Margaret Swanson), The Playwork Book (publié pour la première fois en 1918), School and Fireside Crafts (publié pour la première fois en 1920 avec May Spence), The Country Woman's Rug Book (publié pour la première fois en 1921), Needleweaving (publié pour la première fois en 1922) et Embroidered Lace and Leatherwork (publié pour la première fois en 1924). Elle réalise également plusieurs modèles de bijoux dont certains apparaissent comme illustrations dans des livres de Peter Wylie Davidson.